# Villars-Tiercelin

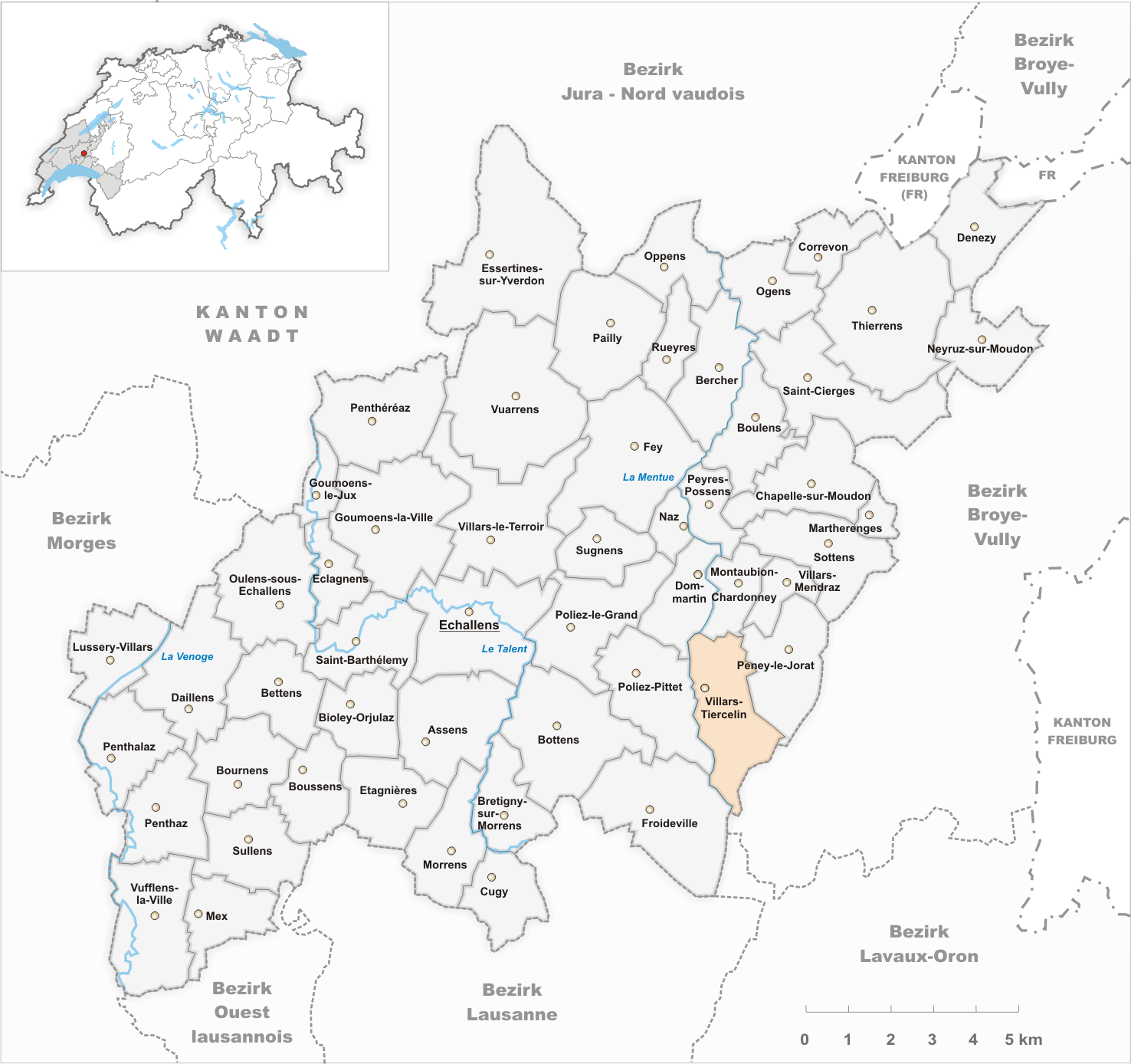
Gemeindestand vor der Fusion am 30. Juni 2011

Villars-Tiercelin war eine politische Gemeinde im Distrikt Gros-de-Vaud des Kantons Waadt in der Schweiz. Am 1. Juli 2011 fusionierte Villars-Tiercelin mit den Gemeinden Montaubion-Chardonney, Peney-le-Jorat, Sottens und Villars-Mendraz zur neuen Gemeinde Jorat-Menthue.

## Geographie
Villars-Tiercelin liegt auf 813 m ü. M., sechs Kilometer ostsüdöstlich von Echallens und 13 km nordnordöstlich der Kantonshauptstadt Lausanne (Luftlinie). Das Bauerndorf erstreckt sich auf der Nordabdachung der Höhen des Jorat, östlich des Tals der Mentue, im Waadtländer Mittelland.
Die Fläche des 5,0 km² grossen ehemaligen Gemeindegebiets umfasst einen Abschnitt des höheren Waadtländer Mittellandes. Die westliche Grenze verlief entlang des leicht in die Molasseschichten eingetieften Oberlaufs der Mentue. Nach Osten erstreckt sich der Gemeindeboden über den Hang von Villars-Tiercelin bis auf den Kamm, der das Einzugsgebiet der Mentue von jenem der Broye abgrenzt. Die Grenze verlief über die Waldhöhen Le Faz (885 m ü. M.) und Le Mottex (mit 912 m ü. M. der höchste Punkt von Villars-Tiercelin). Ganz im Süden reicht das ehemalige Gemeindegebiet in das waldreiche Quellgebiet der Mentue mit den Bächen La Corbassière und Ruisseau de la Rosse. Hier befindet sich die Rodungsinsel Chalet du Villars. Von der Gemeindefläche entfielen 1997 6 % auf Siedlungen, 48 % auf Wald und Gehölze und 46 % auf Landwirtschaft.
Zur Gemeinde Villars-Tiercelin gehörten einige Einzelhöfe. Nachbargemeinden von Villars-Tiercelin waren Froideville, Poliez-Pittet, Dommartin, Montaubion-Chardonney, Peney-le-Jorat und Corcelles-le-Jorat.

## Bevölkerung
Mit 408 Einwohnern (Stand 31. Dezember 2010) gehörte Villars-Tiercelin zu den kleinen Gemeinden des Kantons Waadt. Von den Bewohnern sind 93,6 % französischsprachig, 3,5 % deutschsprachig und 0,9 % englischsprachig (Stand 2000). Die Bevölkerungszahl von Villars-Tiercelin belief sich 1900 auf 248 Einwohner. Nachdem die Bevölkerung bis 1970 auf 152 Personen abgenommen hatte, wurde wieder eine deutliche Bevölkerungszunahme mit einer Verdoppelung der Einwohnerzahl innerhalb von 30 Jahren verzeichnet.

## Wirtschaft
Villars-Tiercelin war bis in die zweite Hälfte des 20. Jahrhunderts ein vorwiegend durch die Landwirtschaft geprägtes Dorf. Noch heute haben der Ackerbau, die Viehzucht und die Forstwirtschaft eine gewisse Bedeutung in der Erwerbsstruktur der Bevölkerung. Weitere Arbeitsplätze sind im lokalen Kleingewerbe und im Dienstleistungssektor vorhanden. In den letzten Jahrzehnten hat sich das Dorf auch zu einer Wohngemeinde entwickelt. Viele Erwerbstätige sind deshalb Wegpendler, die in Echallens und im Grossraum Lausanne arbeiten.

## Verkehr
Villars-Tiercelin liegt abseits grösserer Durchgangsstrassen, hat aber gute Verbindungen mit den Nachbardörfern. Durch einen Postautokurs, der von Echallens nach Thierrens verkehrt, ist Villars-Tiercelin an das Netz des öffentlichen Verkehrs angebunden. Eine weitere Buslinie stellt die Verbindung mit Froideville her.

## Geschichte
Die erste urkundliche Erwähnung des Ortes erfolgte 1225 unter den Namen Vilar Tiecelin und Vilar Tiezelin. 1668 erschien die Bezeichnung Villar Thiercelin. Seit dem Mittelalter unterstand Villars-Tiercelin dem Lausanner Domkapitel. Mit der Eroberung der Waadt durch Bern im Jahr 1536 kam das Dorf unter die Verwaltung der Kastlanei Dommartin, welche eine Exklave der Vogtei Lausanne bildete. Nach dem Zusammenbruch des Ancien Régime gehörte Villars-Tiercelin von 1798 bis 1803 während der Helvetik zum Kanton Léman, der anschliessend mit der Inkraftsetzung der Mediationsverfassung im Kanton Waadt aufging. 1798 wurde es dem Bezirk Echallens zugeteilt.

## Sehenswürdigkeiten
Seit 1225 ist eine Kirche in Villars-Tiercelin erwähnt. Der heutige Bau entstand 1795 in Anlehnung an die Kirche von Dommartin. Im Ortskern sind einige stattliche Bauernhäuser aus dem 18. und 19. Jahrhundert erhalten.